# 北海道道657号美成忠類停車場線
北海道道657号美成忠類停車場線（ほっかいどうどう657ごう びせいちゅうるいていしゃじょうせん）は、北海道広尾郡大樹町と中川郡幕別町を結ぶ一般道道である。

## 概要

### 路線データ
- 起点：北海道広尾郡大樹町美成（国道336号交点）
- 終点：北海道中川郡幕別町忠類幸町（旧国鉄 広尾線 忠類駅跡）
- 総距離：11.7 km

## 歴史
- 1969年（昭和44年）6月18日 - 路線認定[1]。

## 路線状況

### 重複区間
幕別町
- 忠類錦町 - 忠類幸町（北海道道319号生花大樹線）

## 地理

### 通過する自治体
- 十勝総合振興局
  - 広尾郡大樹町
  - 中川郡幕別町

### 主な接続道路
大樹町
- 国道336号 - 美成（起点）

幕別町
- 北海道道319号生花大樹線 - 忠類錦町、忠類幸町（重複）
- 国道236号 - 忠類幸町